# ليقيا

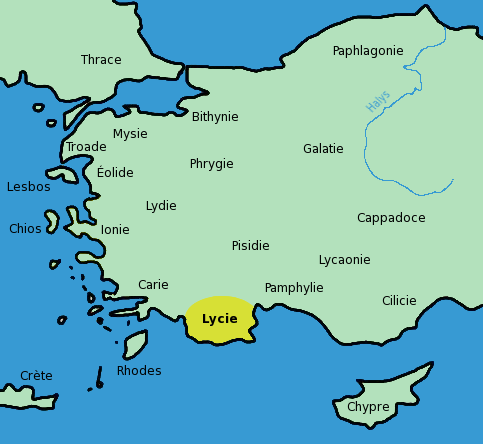
موقع ليكيا (بالأصفر)

ليقيا أو ليكيا (باللاتينية: Lycia) اسم قديم لإقليم يقع جنوب غرب آسيا الصغرى (تركيا حاليا)، يحتل الساحل بين كاريا وبامفيليا، ويمتد داخل البلاد حتى حافة جبال طوروس. وبهذا فالمنطقة معينة بشكل شبه جزيرة تسلط جنوبا من الكتل الجبلية العظيمة في الداخل.

## الجغرافيا
الجزء الأكبر منه هو بلاد جبلية وعرة، تعبره فروع من جبال طوروس التي تنتهي عند الساحل بشكل نتوءات عالية. أما الساحل الغربي الأكثر انتظاما تتخلله مجموعة من الخلجان أكثرها شهرة هو خليج ماكري (كان يعرف قديما باسم خليج غلاوكوس واسمه الآن "خليج فتحية") في أقصى الغرب. وهناك عدد من الخلجان الأصغر والرؤوس الصخرية مع بضعة جزر صغيرة، تشكل الشريط الساحلي من الغرب وهناك نتوء صخري في جنوب شرق ليكيا يتشكل من لسان ضيق متكون من تل صخري عرف في الأزمنة القديمة باسم «النتوء المقدس» (Hiera Acra)، وهناك ثلاث جزر مجاورة صغيرة، سميت الجزر الخيليدونية، والتي اعتبرها بعض الجغرافيون القدماء كبداية لجبال طوروس. مع أن كل السلاسل الجبلية في ليكيا هي فروع لجبال طوروس، تم تمييز عدة منها في الأزمنة القديمة بأسماء منفصلة. مثل دايدالا في الغرب بجوار خليج ماكري، وكراغوس على ساحل البحر غرب وادي كسانثوس، وماسيكيتوس (بارتفاع 10000 قدم أي 3000 متر) تقريبا في مركز المنطقة، وسوليما في أقصى الشرق فوق مدينة فاسيليس (بارتفاع 7800 قدم أي 2300 متر). والممر الحاد والوعر بين سوليما والبحر كان يسمى كليماكس («السلم»)، كان نقطة الاتصال المباشر الوحيدة بين ليكيا وبامفيليا.
النهران الوحيدان الكبيران هما كسانثوس، الذي ينحدر من جبال طوروس ويتدفق خلال وادي ضيق حتى يصل إلى المدينة بنفس الاسم، ويعبر سهلا قبل وصوله للبحر، وليميروس الذي يدخل البحر قرب ليميرا. والسهول الغرينية الصغيرة في مصبات هذه الأنهار هي الأرض المستوية الوحيدة في ليكيا، لكن التلال التي ترتفع من هناك نحو الجبال تتغطي بنباتات شجرية غنية: الوديان العليا وسفوح الجبال توفر مراعي جيدة للخراف، ويرفق مرتفعات طوروس الرئيسية عدة هضاب واسعة ووديان على هيئة أحواض، والتي تميز تلك الجبال في عبر مداها.
تبدو حدود ليكيا نحو الداخل متفاوتة في أحيان مختلفة. منطقة الهضاب العالية والباردة في المنطقة الشمالية الشرقية، المسماة ميلياس، ضمها بعض الكتاب القدماء إلى إقليم ليقيا، مع أنها طبيعيا مرتبطة أكثر بإقليم بيسيديا. في جانب جبال سوليما، قرب مكان يدعى دليكطاش، كان يوجد النبع الناري المشهور مسمى خيمايرا والذي كان مصدرا للعديد من الخرافات. وزاره في الأزمنة الحديثة النقيب فرانسيس بوفورت، والجيولوجي توماس سبرات وعالم التاريخ الطبيعي إدوارد فوربس، ومسافرون آخرون، وهو مجرد ممر للغازات القابلة للاشتعال التي تصدر من الشقوق في الصخور، مثل الموجودة في عدة أماكن في جبال الأبنيني. ولا آثار لنشاط لبركاني حديث في ليقيا.

## المدن
طبقا لأرتميدوروس (الذي اتخذه سترابون كمصدر)، كان عدد المدن التي شكلت الحلف الليكي في أيام السلم ثلاثا وعشرين؛ لكن بليني يذكر أن ليكيا كان بها نحو سبعين بلدة، والتي بقيت منها فقط ستة وعشرون إلى يومنا هذا. أكدت البحوث الأخيرة حقيقة أن ساحل البحر والوديان كانا مملوئين المدن، وثبت بحفريات الآثار الحالية أن العديد منها كانت أماكن ذات أهمية. وأمكن بمساعدة النقوش إثبات الجزء الأعظم من مواقع المدن التي ذكرها المؤلفون القدماء على خليج غلاوكوس قرب حدود كاريا
انتصبت مدينة تيلميسوس المهمة على الساحل، بينما في مسافة قصيرة منها نحو الداخل كانت تتواجد مدن صغيرة مثل دايدالا وكانديانا. وفي مدخل وادي كسانثوس كانت توجد باتارا وكسانثوس نفسها، وعلى منطقة أعلى نسبيا توجد بينارا على الغرب وتلوس على الجانب الشرقي للوادي، بينما تنتصب أراكسا على رأس الوادي، في أسفل الممر المؤدي إلى الدواخل. احتلت ميرا، وهي إحدى أهم مدن ليكيا، مدخل وادي أندرياكوس؛ وعلى الساحل بين هذا الوادي ومصب نهر كسانثوس انتصبت أنتيفيلوس، بينما في الدواخل في مسافة قصيرة نجد فيلوس وكيانياي وكانديبا. في السهل الغريني الذي شكلته أنهار أريكاندوس وليميروس نجد مدينة ليميرا، وتطوق نفس الخليج مدن ثلاث صغيرة هي روديابوليس وكوريدالا وغاغاي. وكانت مدينة أريكاندا تتحكم في الوادي الأعلى للنهر بنفس الاسم. وعلى الساحل الشرقي تقف مدينة أوليمبوس، إحدى مدن الاتحاد، بينما فاسيليس إلى الشمال أبعد قليلا، والتي كانت مكانا أكثر أهمية، ولم تنضم أبدا للحلف الليكي ويظهر أنها استطاعت دائما أن تحافظ على موقع مستقل.
لا يبدو أن منطقة هضاب ميلياس الباردة احتوت أي مدينة مهمة. ويظهر أن بوداليا كانت الرئيسية في المنطقة. وبين ميلياس وخليج بامفيليا كانت ترتفع سلسلة سوليما الجبلية العالية، التي يفترض أنها اشتقت اسمها من سوليمي وهم شعب ذكره هوميروس في صلة مع الليكيين وقصة بيليروفون.

## التاريخ
ظهراسم الليكيين (لوكي) لأول مرة في ألواح تل العمارنة (1400 ق م) وفي قائمة الأمم من شرقي البحر الأبيض المتوسط التي غزت مصر في عهد مرنبتاح وريث رمسيس الثاني. في ذلك الوقت يبدو أنهم سكنوا ساحل قيليقية. ومن المحتمل أن استيطانهم لليقيا كان في وقت لاحق، وبما أنه لم يُعثر على كثير من النقوش الليكية في الدواخل، فقد نستنتج بأنهم دخلوا البلاد من البحر. ومن ناحية أخرى فالاسم يبدو أنه قد حفظ في ليكاونيا، حيث استقرت فرق منهم هناك على الأغلب. وطبقا لكتابات هيرودوتس فقد سموا أنفسهم تيرميلاي، وكتبت ترميلي Trmmile في النقوش المحلية، وهذا يوضح بأن السكان الأصليين للبلاد كانوا الميليانيين والسوليميين، وأن الليكيين كانوا غزاة من كريت. في هذه الحكاية هناك ذكريات عن أن الليكيين كانوا يجوبون البحار قبل استيطانهم في ليكيا. ويعتقد أن ساربيدون الليكي لعب دورا في حرب طروادة.
أخفق الليديون في إخضاع ليكيا، لكن بعد سقوط إمبراطورية ليديا تم فتحها من قبل هارباغوس أحد جنرالات قورش، والعاصمة كسانثوس أو أمنا، دمرت بالكامل. اعترف الليكيون بهيمنة بلاد فارس، ولكنهم بقوا مستقلين عمليا، وانضموا لفترة من الوقت إلى الحلف الديلي. وتم دمج الليكيين إلى إمبراطورية الإسكندر وورثته، لكن حتى بعد غزوهم من قبل الرومان، أبقوا على مؤسساتهم الاتحادية حتى زمن أغسطس. وطبقا لسترابون فالمدن الرئيسية في الاتحاد كانت كسانثوس، بينارا، باتارا، أوليمبوس، ميرا، تلوس؛ كلها كان لها ثلاثة أصوات في الجمعية العامة، بينما المدن الأخرى كان عندها فقط صوتان أو صوت واحد. كان النظام الضريبي والتعيين في المجلس الليكي ولقضاة آخرين من صلاحيات الجمعية. وفي حكم كلوديوس كانت ليكيا ملحقة رسميا بالإمبراطورية الرومانية، ومتحدة مع بامفيليا: وجعلها ثيودوسيوس محافظة منفصلة.

## العصور القديمة
بضعة من أجزاء آسيا الصغرى عرفت بشكل أقل من ليكيا في الأزمنة الحديثة حتى القرن التاسع عشر. والنقيب بيوفورت كان أول من زار عدة أماكن على ساحل البحر، وكانت القبور الصخرية الرائعة في تيلميسوس قد وصفت من قبل الدكتور إدوارد دانيال كلارك، لكن السير تشارلز فيلوز هو الذي اكتشف مناطق البلاط وجذب الانتباه إلى غناها الاستثنائي في الآثار القديمة، وبالأخص المقابر. زياراته إلى المنطقة بين أعوام 1838 و1840 تلتها بعثة أرسلتها الحكومة البريطانية في عام 1842 لنقل النصب الثمينة إلى إنجلترا وهي الآن في المتحف البريطاني، بينما استكشف الأدميرال سبرات وإدوارد فوربز الدواخل، وعرضت معالمها الطبيعية على خريطة ممتازة. والنصب التي كشف عنها هي بين أهم المكتشفات في آسيا الصغرى، وتثبت وجود هندسة معمارية محلية متميزة، خصوصا في القبور المحفورة في الصخر. لكن المسارح وجدت تقريبا في كل مدينة، البعض منها ذو حجم كبير جدا، وهي كافية لتشهد على تأثير الحضارة اليونانية؛ وهذا مؤكد بالنحت، الذي يتكون الجزء الأكبر منه من الفن اليوناني. وبالطبع فلا شيء منها يمكن أن ينسب إلى فترة مبكرة جدا، ومن النادر إيجاد تأثيرات للفن الآشوري أو أي فن شرقي آخر.
إحدى أكثر النتائج المثيرة هذه البحوث الأخيرة كانت اكتشاف نقوش عديدة باللغة الأصلية لأهل البلاد، ومكتوبة في أبجدية خاصة بليكيا. وبعض هذه النقوش ثنائية اللغة باليونانية والليكية، وتم هكذا العثور على دلائل لفك كلمات اللغة، أولا من قبل الجبولوجي دانيال شارب وموريتس شميت، وفي السنوات الأخيرة من قبل جاك إمبرت، والتر أركرايت، فيلهلم تومسن، ألف تورب، سوفوس بوغ، إرنست كالينكا.
الأبجدية اشتقت من الأبجدية الدورية لرودس، لكن عشرة أحرف أخرى أضيفت إليها للتعبير عن أصوات حروف العلة وأخرى غير موجودة في اليونانية. ولم تنجح محاولات الربط بين هذه اللغة والعائلة الهندو أوروبية؛ وهي تعود إلى عائلة لغوية منفصلة قد تعود إلى اللغات الآسيوية. أغلب النقوش موجودة في القبور، وأطولها وأكثرها أهمية تلك الموجودة على مسلة وجدت في كسانثوس، وهي وثيقة تاريخية مهمة، والجزء الأخير منها كتب بلهجة غريبة من تلك اللغة، ويحتمل أنه شكل قديم وشاعري من اللغة الليقية. بين الآلهة التي ذكرت ترزوبي Trzzube وتركيز Trqqiz أو Trqqas.
كان الفن الليكي قد أتى على طراز نظيره اليوناني. والقبور المنحوتة في الصخر ربما مثلت بيوت ساكنيها، وبواجهات متقنة ولكن فقط في مناسبة أو اثنتين، وأهمها ما يسمى قبور الهاربي حيث الواجهات تعلوها ببرج مربع طويل وفي الجزء العلوي تقع الغرفة القبرية. أما عن النحت فقد تبع النحت الليكي نظيره اليوناني في تطوره، وفي العديد من القبور فإن التماثيل التي زينت بها كانت على درجة عالية من الإتقان. والنقوش الممتازة على النواويس الليكية هي الآن في متحف القسطنطينية وهي من أفضل الأمثلة الباقية عن الفن القديم. وكانت نقوش النواويس عادة ما تلون.

## معرض صور

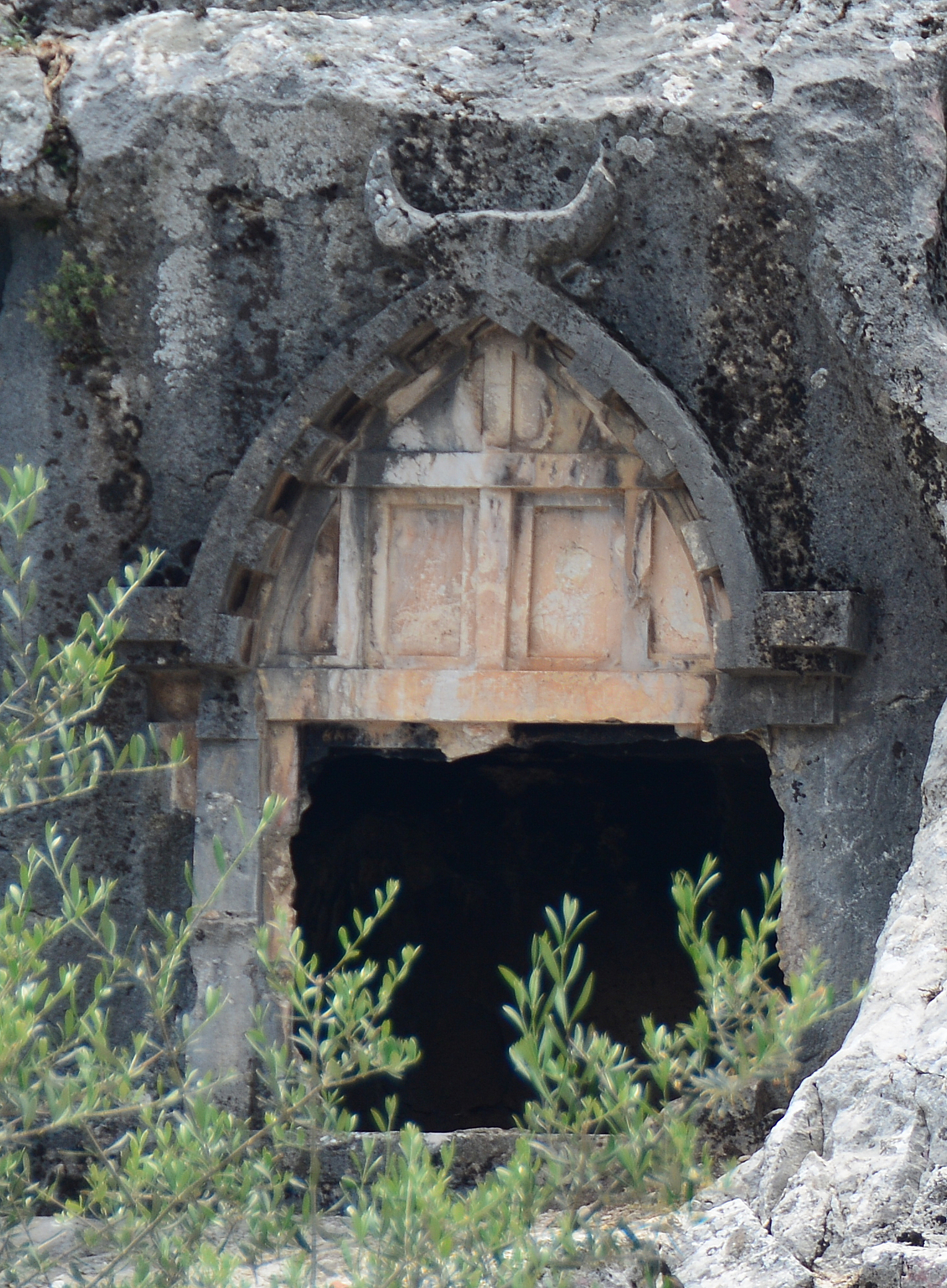
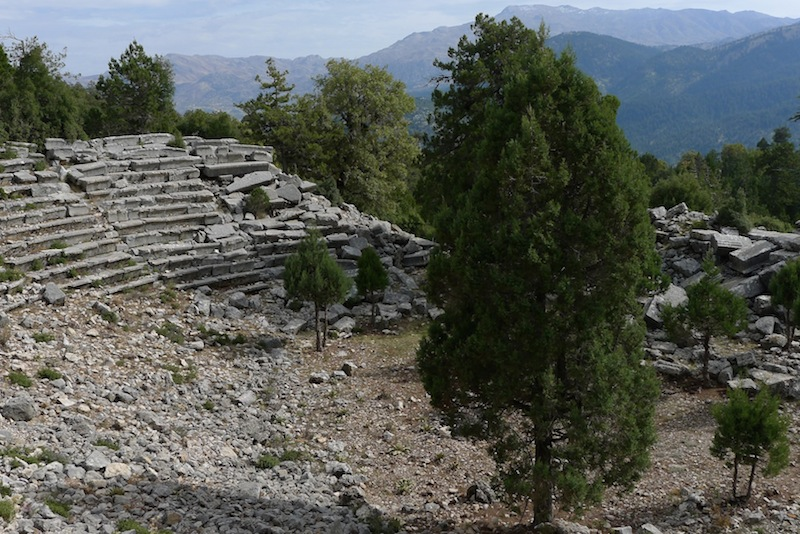
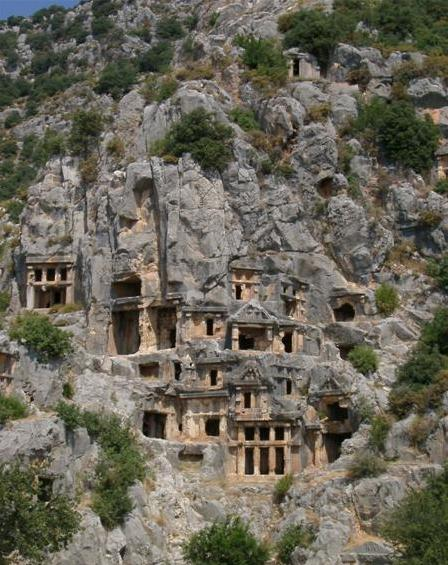
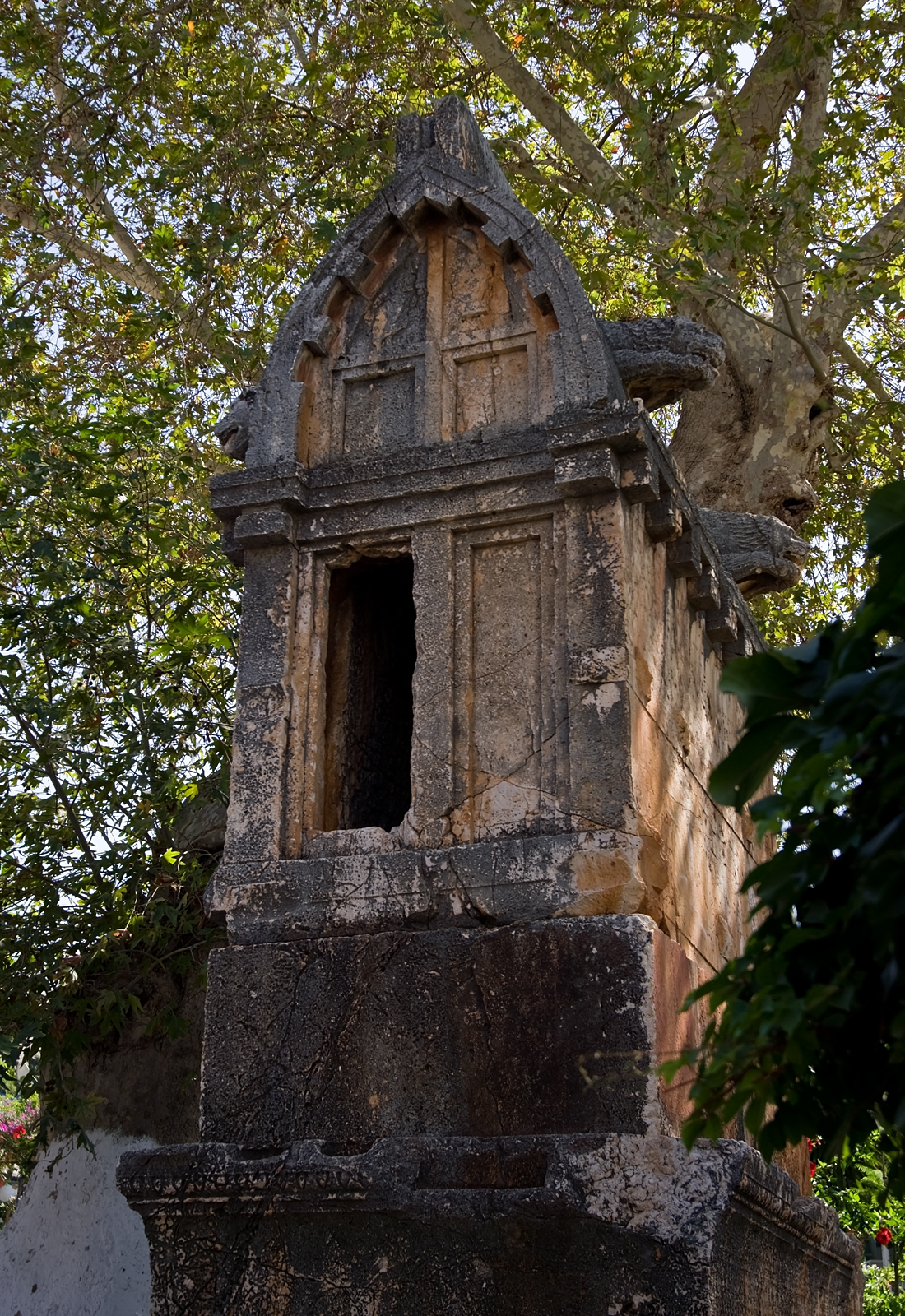
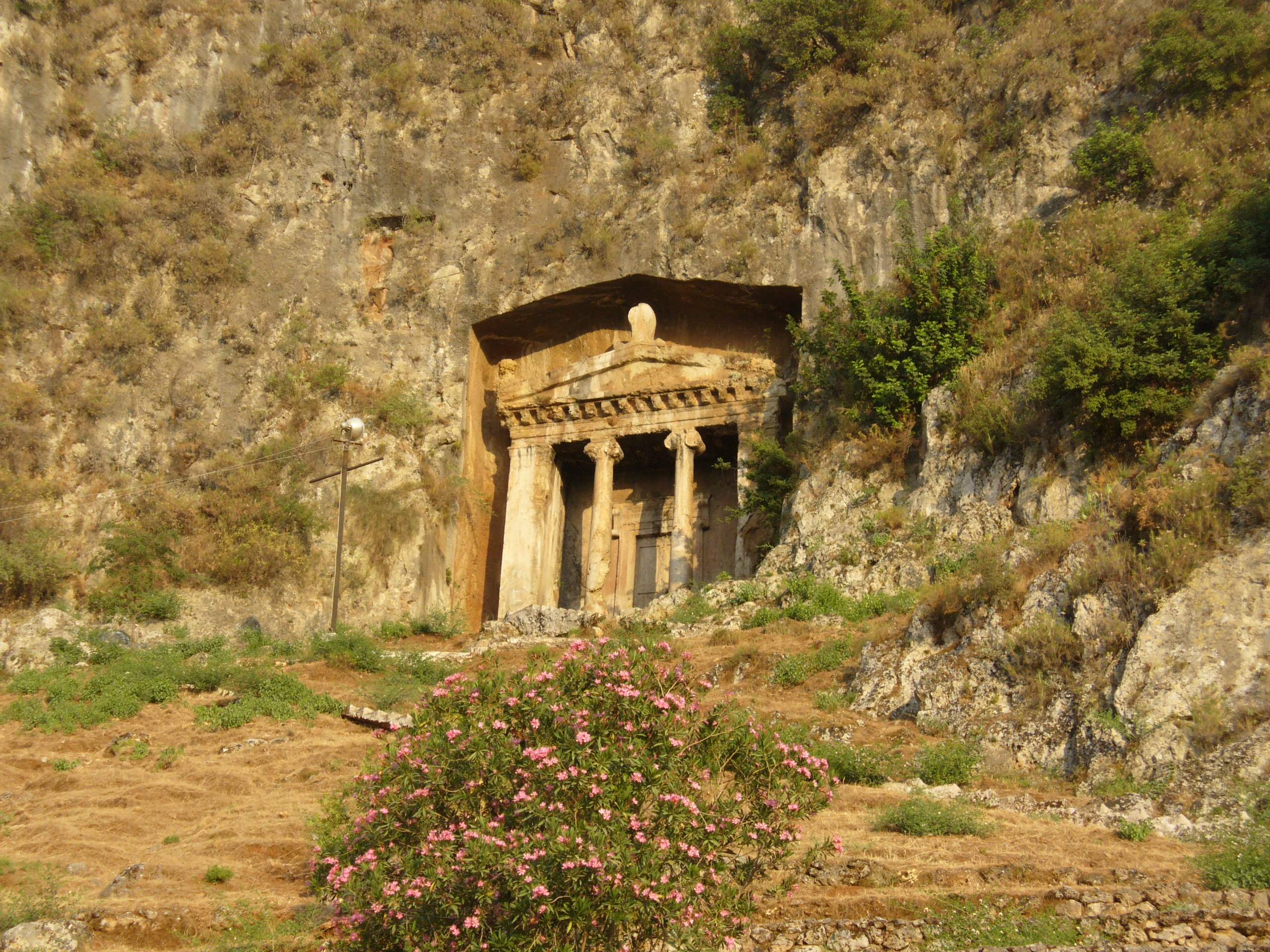